# Shell bank
A expressão shell bank (Banco de Fachada, em inglês) é utilizada para designar uma instituição financeira constituída em um local onde não há qualquer presença física e que não se encontre integrado a nenhum grupo financeiro regulamentado naquele local. É utilizado em crimes de lavagem de dinheiro.

## Fonte
- «Glossário do Banco Central do Brasil»